# Cserhát Zsuzsa
Cserhát Zsuzsa (művészneve: Susanne Corda; Hontvári Mihályné) (Budapest, 1928. június 26. – Kiotó, 1969. április 27.) magyar operaénekesnő (szoprán).

## Életpályája
1951-ben végzett a Liszt Ferenc Zeneművészeti Főiskola hallgatójaként. 1951–1957 között a Magyar Állami Operaház tagja volt. 1957-ben előbb az USA-ba, majd Ausztriába ment. 1957–1967 között Linzben, a Városi Színház tagja volt. 1967–1969 között Japánban tanított, ahol operaházi aligazgató is volt. Ott is hunyt el negyven éves korában.
Férje Hontvári Mihály (1927–2003) operaénekes (tenor), a Gördülő Opera titkára volt.

## Szerepei
- Giuseppe Verdi: Rigoletto – Ceprano grófné
- Giacomo Puccini: Bohémélet – Musetta
- Berté: Három a kislány – Hédi; Édi
- Wolfgang Amadeus Mozart: A varázsfuvola – II. gyermek
- Modeszt Petrovics Muszorgszkij: Hovanscsina – Emma
- Verdi: Traviata – Violetta Valéry
- Georges Bizet: Carmen – Frasquita
- Ruggero Leoncavallo: Bajazzók – Nedda
- Julij Szergejevics Mejtusz: Az ifjú Gárda – Ljuba Sevcova
- Muszorgszkij: Borisz Godunov – Xénia
- Polgár Tibor: A kérők – Lidi
- Farkas Ferenc: A bűvös szekrény – 1. odaliszk